# Брагару, Максим Игоревич
Макси́м И́горевич Брага́ру (укр. Максим Ігорович Брагару; род. 21 июля 2002, Рени, Одесская область) — украинский футболист, полузащитник киевского «Динамо».

## Клубная карьера
Занимался футболом в одесской ДЮСШ-11, в составе которой с 2015 по 2019 год играл в детско-юношеской футбольной лиге Украины. С 2018 по 2019 год поддерживал форму, выступая за любительскую команду SoHo.net.
Накануне старта сезона 2019/20 стал игроком одесского «Черноморца». Играл за фарм-клуб «Черноморец-2» во Второй лиге Украины. Дебют в основном составе команды в Первой лиге Украины состоялся 17 августа 2019 года в матче против краматорского «Авангарда» (0:1). Свой первый гол за «Черноморец» забил 11 июля 2020 года в игре против львовского «Руха» (2:2).
По итогам сезона 2020/21 «Черноморец» добился возвращения в Премьер-лигу, а руководство клуба перед стартом нового сезона заключило с полузащитником новый контракт. Впервые в Премьер-лиге Украины Максим Брагару сыграл 25 июля 2021 года в поединке против черниговской «Десны» (0:3).

## Карьера в сборной
Принимал участие в товарищеском матче юношеской сборной Украины до 18 лет против сверстников из Армении, которая состоялась 11 октября 2019 года.
В марте 2021 года главный тренер молодёжной сборной Украины до 21 года Руслан Ротань вызвал Брагару на турнир Antalya Cup в Турции.

## Статистика
| Сезон   | Клуб                | Лига                 | Чемпионат | Чемпионат | Кубок | Кубок |
| Сезон   | Клуб                | Лига                 | Игры      | Голы      | Игры  | Голы  |
| ------- | ------------------- | -------------------- | --------- | --------- | ----- | ----- |
| 2019/20 | Черноморец (Одесса) | Первая лига Украины  | 15        | 2         | 0     | 0     |
| 2019/20 | → Черноморец-2      | Вторая лига Украины  | 5         | 0         | —     | —     |
| 2020/21 | Черноморец (Одесса) | Первая лига Украины  | 23        | 4         | 2     | 0     |
| 2021/22 | Черноморец (Одесса) | Премьер-лига Украины | 8         | 0         | 1     | 1     |

## Достижения
«Динамо» (Киев)
- Чемпион Украины: 2024/25

Сборная Украины
- Победитель турнира в Тулоне: 2024